# 格拉提安 (西羅馬)
格拉提安（Gratian），或称格拉提安努斯（Gratianus，？—407年2月） 是406-407年不列颠尼亚的罗马帝国争位者。

## 生平
在争位者马尔库斯被杀后，格拉提安于406年下旬（可能在10月）被不列颠军团推举为皇帝。 据奥罗修斯记载，他是罗马-不列颠人，且是城市贵族的一员，可能是市议员。军队对他这位非军事官员的拥戴可能表明他们认识到一些事务最好还是交由文官处理，如发放军饷及处理不列颠尼亚随从官、撒克逊海岸随从官、不列颠尼亚都督之间的分歧。
格拉提安称帝时恰逢野蛮人大举入侵高卢：在406年12月最后一天，一支由汪达尔人、阿兰人、苏维汇人渡过莱茵河。 在407年，他们穿过高卢北部向布洛涅前进，佐西姆斯认为不列颠的军团十分担忧可能的渡过英吉利海峡的入侵。
史学家约翰·巴格内尔·伯里曾推测皇帝霍诺留的军事统帅斯提里科策动了蛮族对高卢的入侵，原因是他担忧不列颠的争位者, 但却由于拉达盖苏斯和阿拉里克的活动而无暇讨平叛乱。而策动蛮族入侵可以分散不列颠军团的注意力。 这一假说已被现代历史学家如托马斯·伯恩斯等否定，他们认为斯提里科依靠高卢军队来应对叛乱。汪达尔人入侵之后高卢军团遭受了重大损失，迫使斯提里科不得不重新评估他对不列颠叛乱的处理。
在蛮族入侵的消息传到不列颠的同时，蛮族的军队已经迅速逼近了布洛涅——前往不列颠及为不列颠行省提供补给的主要港口。军队开始焦躁不安。 据推测，军队可能想要渡海前往高卢以阻止蛮族的入侵，但格拉提安命令他们继续驻守。 军队对此十分不满，在统治四个月后将他杀死 并在约2月初拥立了君士坦丁三世作为领导者。
蒙茅斯的杰弗里记载了类似的人物，名叫格拉西安努斯·穆尼塞普斯，他可能与格拉提安是同一人。

### 首要来源
- Zosimus, "Historia Nova", Book 6 Historia Nova （页面存档备份，存于）
- Orosius, Historiae adversum Paganos, 7.40

### 次要来源
- Birley, Anthony R., The Roman Government of Britain, Oxford University Press, 2005, ISBN 0-19-925237-8
- Burns, Thomas Samuel, Barbarians Within the Gates of Rome: A Study of Roman Military Policy and the Barbarians, Ca. 375-425 A.D., Indiana University Press, 1994, ISBN 0-25-331288-4
- Jones, Arnold Hugh Martin, John Robert Martindale, John Morris, The Prosopography of the Later Roman Empire, volume 2, Cambridge University Press, 1992, ISBN 0-521-20159-4
- Bury, J. B., A History of the Later Roman Empire from Arcadius to Irene, Vol. I (1889)